# Władimir Karielin (funkcjonariusz)
Władimir Pietrowicz Karielin (ros. Владимир Петрович Карелин, ur. 1897 w Odessie, zm. wrzesień 1938) – funkcjonariusz radzieckich służb specjalnych, major bezpieczeństwa państwowego.

## Życiorys
Urodził się w rodzinie nauczyciela. W 1917 wstąpił do partii eserowców, w 1931 został przyjęty do WKP(b). W 1921 podjął pracę w organach Czeki, później pracował w GPU i NKWD Ukraińskiej SRR. Kierował jednym z oddziałów w Wydziale Kontrwywiadowczym GPU Ukraińskiej SRR, od 1930 do 1934 był pomocnikiem i zastępcą Wydziału Specjalnego, a 1933-1935 jednocześnie szefem Wydziału Zagranicznego GPU/NKWD Ukraińskiej SRR. W 1935 został szefem Wydziału Specjalnego Zarządu Bezpieczeństwa Państwowego (UGB) NKWD Białoruskiej SRR i otrzymał stopień majora bezpieczeństwa państwowego, w styczniu 1937 objął funkcję zastępca szefa Wydziału 5 (Specjalnego) GUGB NKWD ZSRR. W 1936 został odznaczony Orderem Czerwonej Gwiazdy, a w 1937 Orderem Znak Honoru.
29 lipca 1937 został aresztowany podczas wielkiego terroru, następnie skazany na śmierć i rozstrzelany.